# Kreuzlingen
Kreuzlingen je město ve Švýcarsku v kantonu Thurgau. Leží u Bodamského jezera, v těsném sousedství s německým městem Kostnicí, s nímž tvoří jednu aglomeraci.
Kreuzlingen je s počtem obyvatel přibližně 22 tisíc druhým největším městem kantonu a největším švýcarským městem u Bodamského jezera. Spolu se sousedním německým městem Kostnice a menšími sousedními obcemi (Bottighofen, Lengwil, Tägerwilen) tvoří příhraniční město aglomeraci s přibližně 130 000 obyvateli. S 55,0 % cizinců patří Kreuzlingen mezi švýcarská města s nejvyšším podílem cizinců.

## Geografie

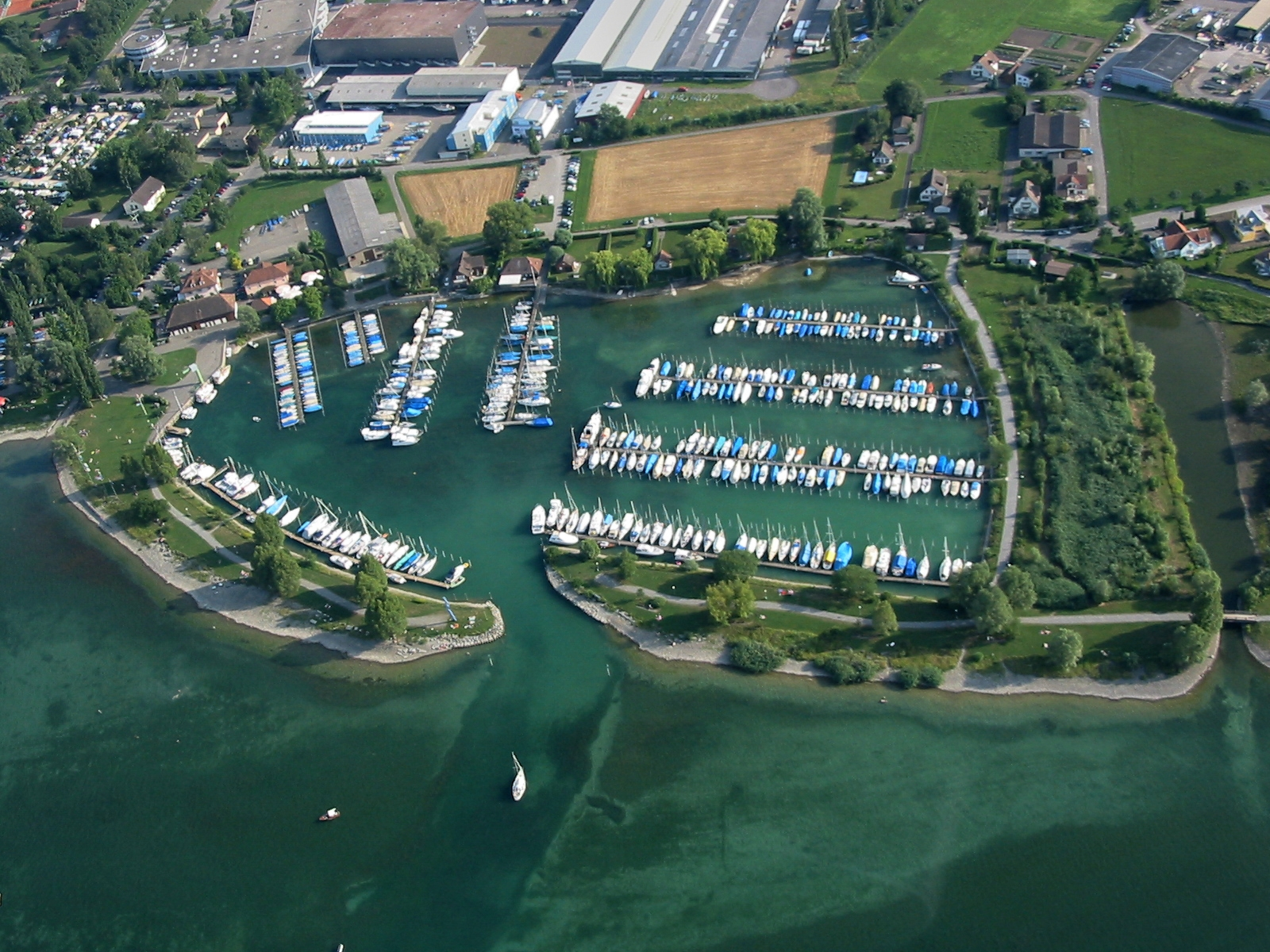
Přístav v Kreuzlingenu

Kreuzlingen leží na severu kantonu Thurgau na břehu Bodamského jezera, jihovýchodně od německého města Kostnice a přímo sousedí s jeho středověkým jádrem. Kreuzlingen leží na kdysi vinicemi porostlých svazích, na jihu je obklopen lesy na vrcholcích kopců a za nimi silně zemědělskými oblastmi, směrem na východ se rozprostírá otevřené, široké Bodamské jezero včetně umělé vodní plochy Wulesaueninsle a na západě oblasti kolem jezer Seerhein a Untersee.
Na severu prochází státní hranice s Německem středem v současnosti hustě zastavěné oblasti. V letech před druhou světovou válkou byla jižní hranice města zajištěna proti útoku z Německa pevnostním pásem Kreuzlingen a oblast mezi oběma městy byla v roce 1942 (a až do srpna 2006) přeťata hraničním plotem. Na západě sousedí Kreuzlingen s obcemi Tägermoos a Tägerwilen, zatímco na východě leží v blízkosti Kreuzlingenu obec Bottighofen.
Kreuzlingen má rozlohu 11,50 km², pobřežní oblast leží v nadmořské výšce 397 m n. m. Kreuzlingen má také vlastní přístav.

## Historie

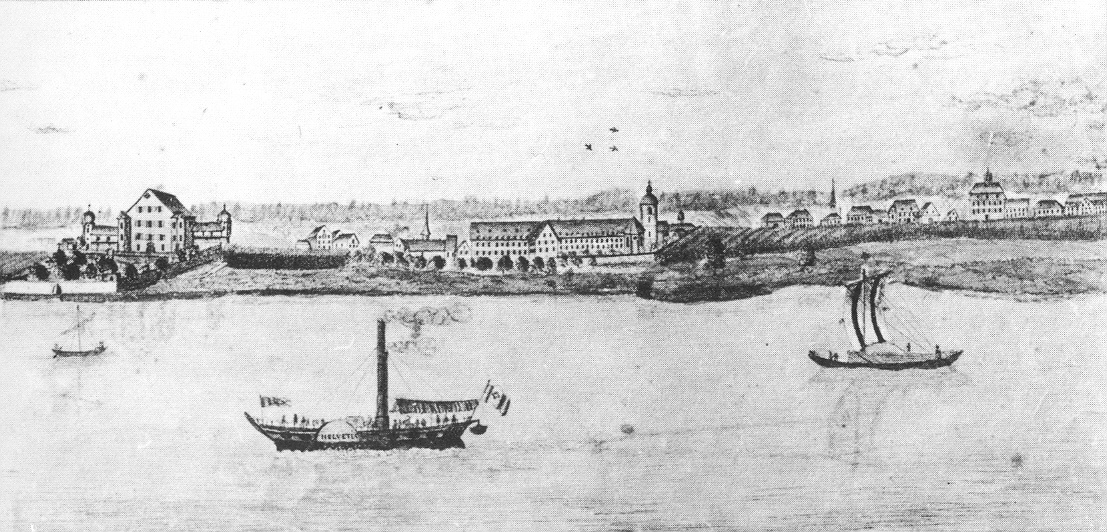
Kreuzlingen (cca 1840)

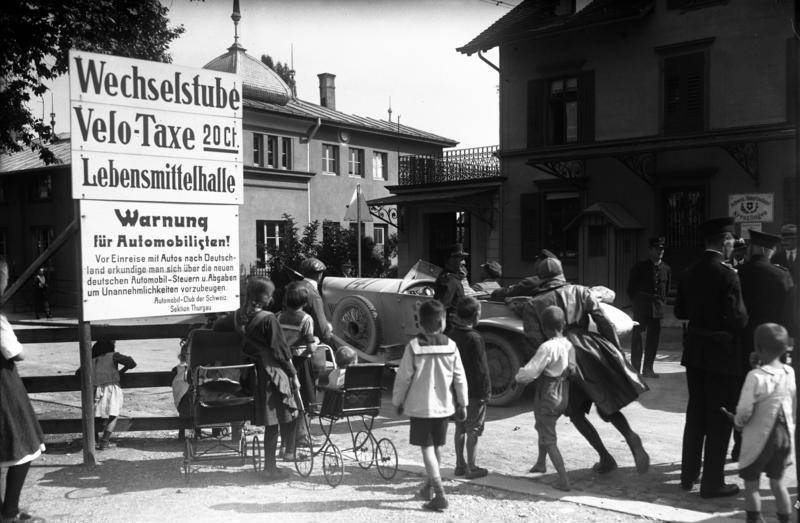
Státní hranice v Kreuzlingenu (1925)

Název pochází od kláštera augustiniánských kanovníků crucelin. Založil ho v roce 1125 kostnický biskup Ulrich I. z Kyburgu-Dillingenu a původně stál kilometr severozápadně od dnešního místa. Za švábské války a během třicetileté války po obléhání Kostnice Švédy byl klášter augustiniánských kanovníků Kostnickými vypálen, protože obvinili klášter, že byl základnou nepřítele. V roce 1650 byl klášter na současném místě obnoven. Po sekularizaci v roce 1848 se do místností přestěhoval učitelský seminář Thurgau; v současnosti se zde nachází Pädagogische Maturitätsschule am Seminar Kreuzlingen (PMS). Bývalý klášterní kostel je katolickým farním kostelem.

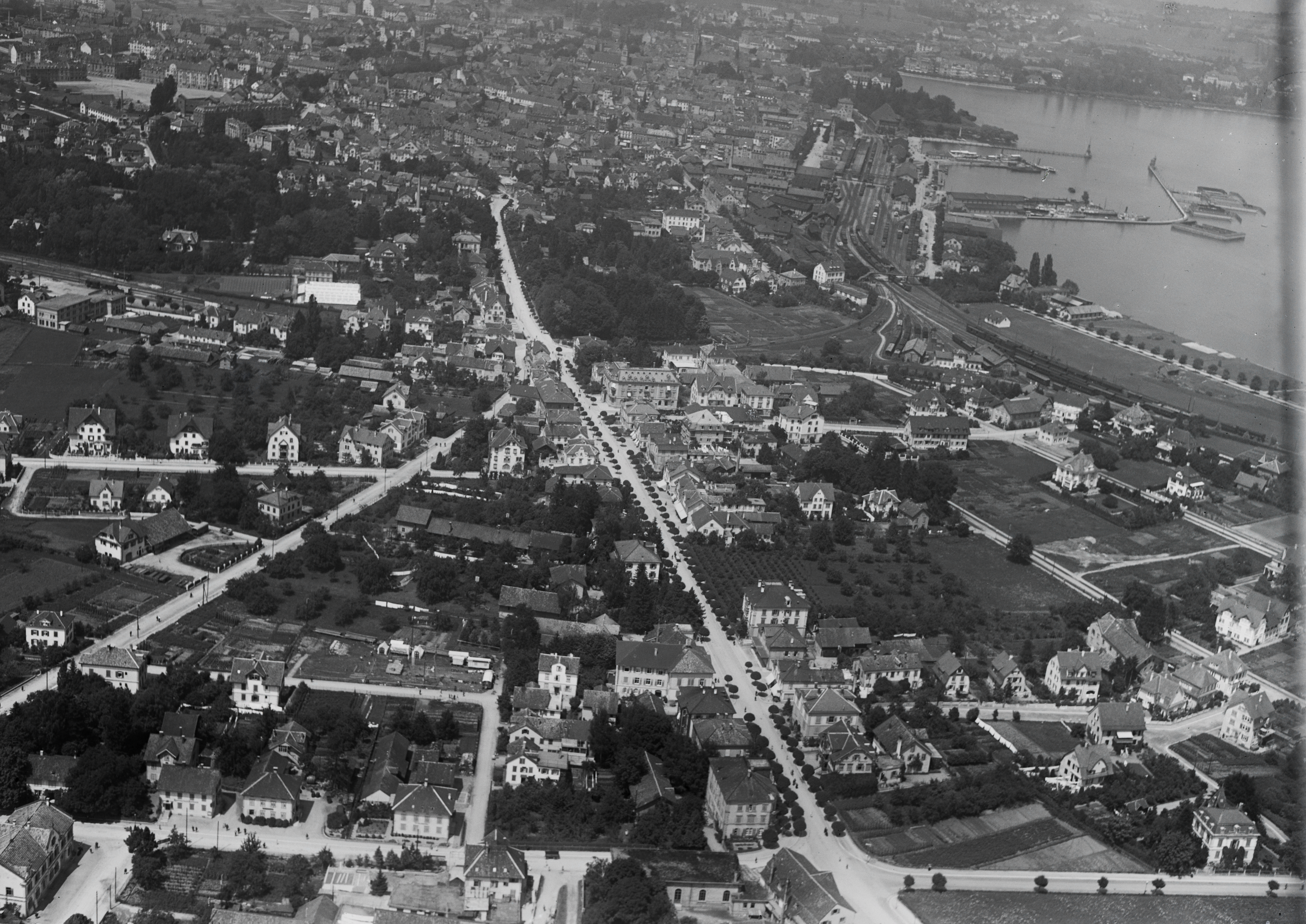
Kreuzlingen, letecký pohled z roku 1919, v pozadí Kostnice

Oblast Kreuzlingenu byla osídlena již v době bronzové. Keltské mince a nálezy z doby římské svědčí o nepřetržitém osídlení až do doby, kdy zde Alamani založili své osady. Kurzrickenbach byl poprvé zmíněn v roce 830 jako Rihinbah, Egelshofen v roce 1125 jako Eigolteshoven a Emmishofen v roce 1159 jako Eminshoven. S výjimkou kláštera augustiniánských kanovníků bylo území dnešního města majetkem biskupa z Kostnice (Bischofshöri). S dobytím oblasti Thurgau konfederáty v roce 1460 a reformací se vazby na sousední město uvolnily. Ještě na počátku 19. století tvořila dnešní centrum Kreuzlingenu z velké části zemědělská půda, louky a vinice. Kolem kláštera stálo 13 domů. Egelshofen měl asi 50, Emmishofen a Kurzrickenbach po 90 domech. S reorganizací Evropy se Kreuzlingen stal pohraniční oblastí. V roce 1818 byla postavena první celnice. První parníky, které od roku 1824 jezdily po Bodamském jezeře, a výstavba železničních tratí do Romanshornu (1871) a Etzwilenu (1875) přilákaly obchod a průmysl. V roce 1874 se Kreuzlingen stal hlavním městem okresu místo Gottliebenu. Až do první světové války však bylo město jakýmsi předměstím Kostnice; také průmysl v Kreuzlingenu byl téměř výhradně v rukou německých podnikatelů. Teprve po uzavření hranic během války se Kreuzlingen více osamostatnil.
Sanatorium Bellevue (1857–1980) hraje v kulturních dějinách Kreuzlingenu významnou roli: V roce 1842 koupil Ignaz Vanotti z Kostnice velký pozemek na sotva zastavěné ploše starého kreuzlingenského kláštera a v roce 1843 na něm postavil obytnou a obchodní budovu pro emigrantskou tiskárnu Bellevue, která byla předtím zřízena v Römerburgu. V roce 1857 získal pozemek Ludwig Binswanger (1820–1880), od roku 1850 psychiatr v Münsterlingenu, a otevřel zde soukromý ústav pro léčitelné nemocné a pacienty z lepších vrstev ve Švýcarsku i v zahraničí. Pod vedením Binswangerů zůstala moderní klinika téměř 120 let místem léčení a výzkumu, kde se prožily a napsaly důležité kapitoly psychiatrie. Svou činnost ukončila v roce 1980. Z četných budov sanatoria se zachovalo jen několik. V 90. letech 20. století byly na jejím místě postaveny obytné budovy.

## Úpravy hranic

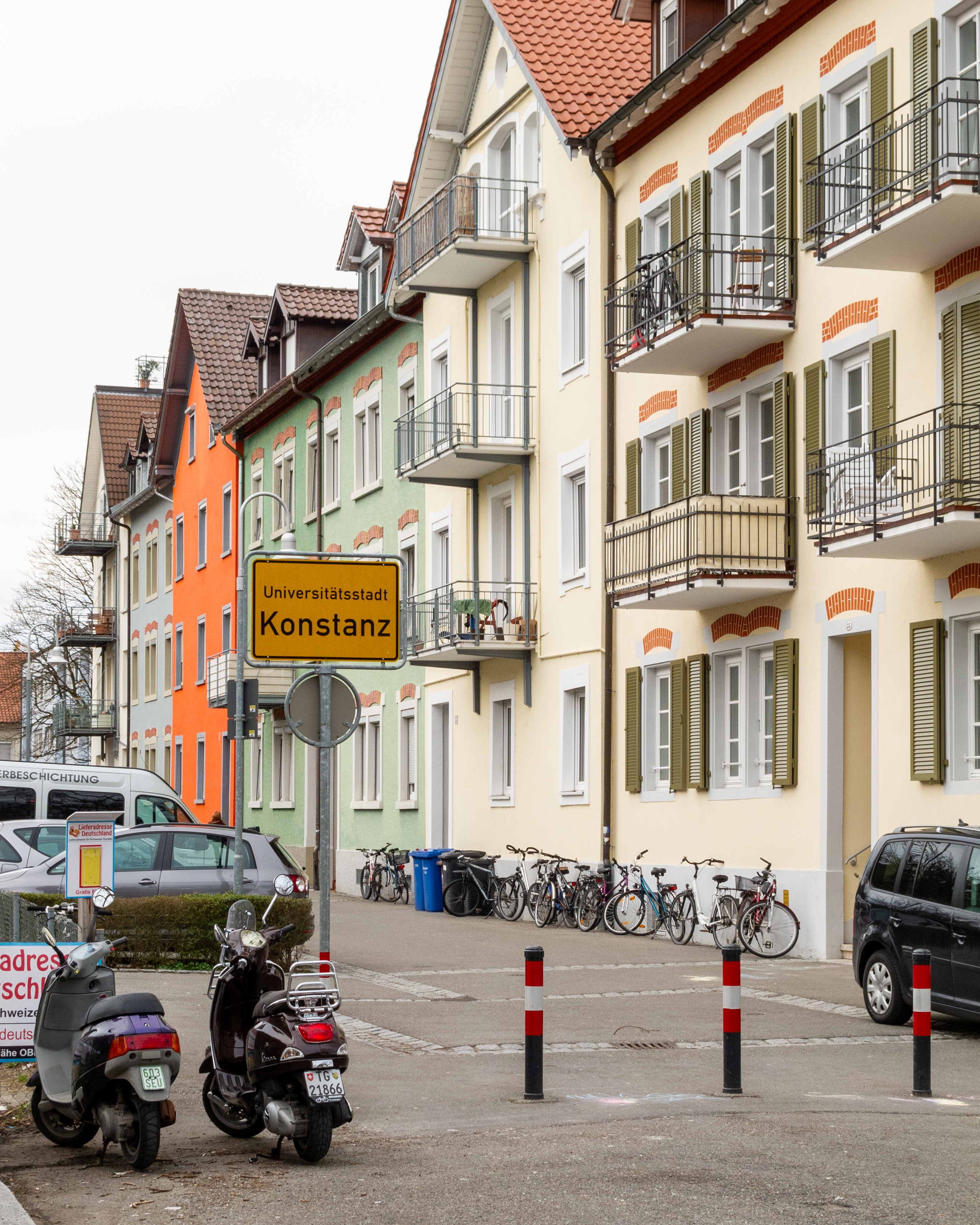
Státní hranice na ulici Wiesenstrasse

Tehdejší malá osada Kreuzlingen byla původně součástí obce Egelshofen. V roce 1874 se místní a městská obec Egelshofen přejmenovaly na Kreuzlingen a zároveň byl Kreuzlingen jmenován okresním městem místo Gottliebenu.
V roce 1879 byla upravena státní hranice mezi Švýcarskem a Německou říší v oblasti železniční stanice Konstanz. V roce 1878 postoupilo město Kostnice území o rozloze 10 hektarů bez obyvatel, zatímco následujícího roku postoupila místní obec Kreuzlingen území o rozloze 8,48 hektarů s 12 obyvateli.
Ve 20. století se Kreuzlingen spolu s Bernrainem, Egelshofenem, Emmishofenem a Kurzrickenbachem rozvíjel jako město, v roce 1927 vznikla sloučením místních obcí Kreuzlingen a Kurzrickenbach (na východě) jednotná obec Kreuzlingen. V roce 1928 se k ní připojila bývalá jednotná obec Emmishofen (na západě). Městem se Kreuzlingen stal v roce 1947, kdy byl zaregistrován desetitisící obyvatel.

## Obyvatelstvo
K 31. prosinci 2021 měl Kreuzlingen 22 521 obyvatel.
| Rok            | 1831 | 1850 | 1870 | 1880 | 1920 | 1930 | 1950   | 1990   | 2000   | 2010   | 2020   |
| Počet obyvatel | 661  | 1152 | 1471 | 2426 | 5740 | 8615 | 10 045 | 17 239 | 17 118 | 19 415 | 22 375 |

## Hospodářství

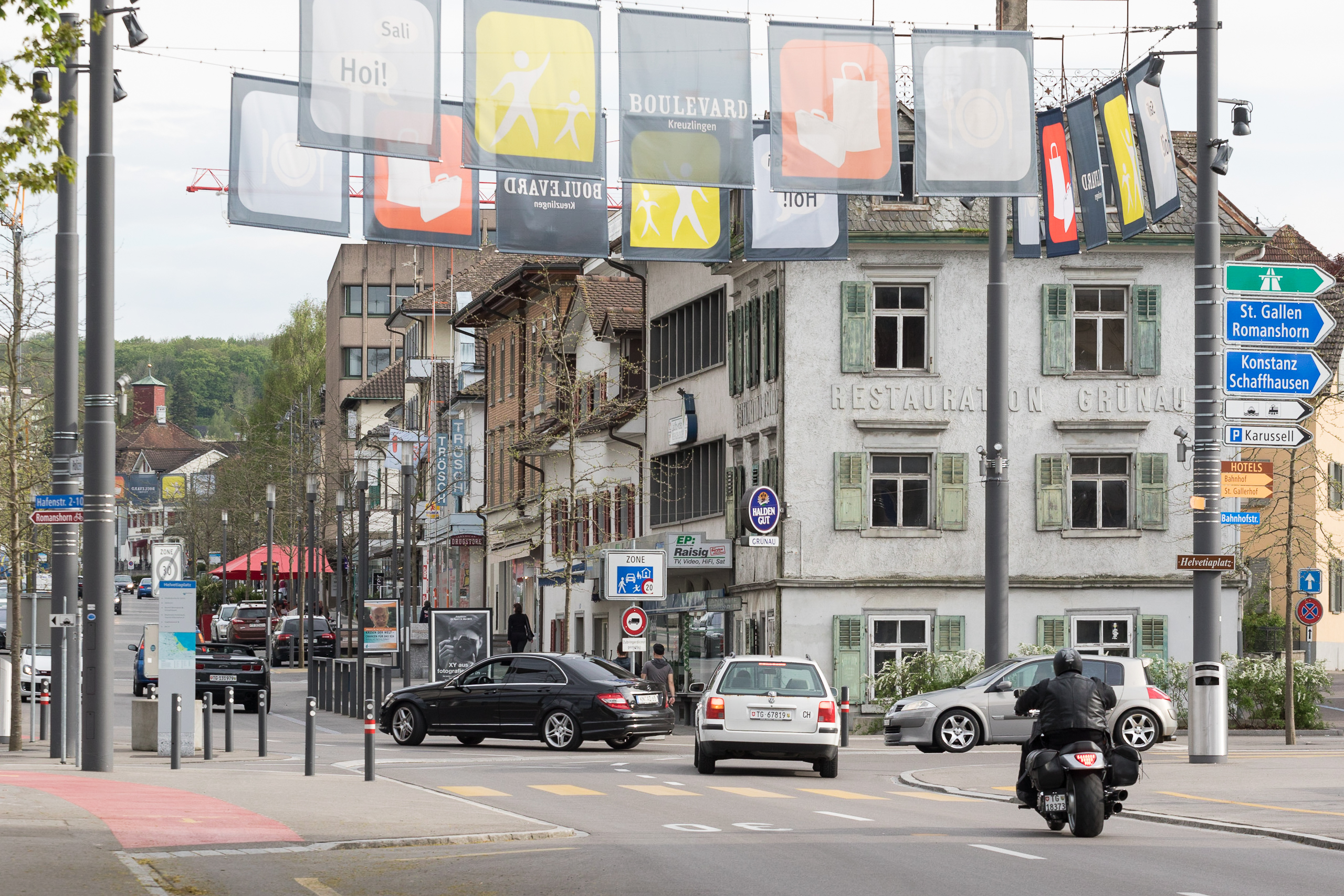
Hlavní třída

### Vinařství
Obyvatelé obcí Emmishofen, Egelshofen a Kurzrickenbach se po staletí živili především pěstováním vína. Většina vyrobeného vína se vyvážela přes jezero do Německa. Téměř půl tisíciletí tvořila území dnešního města Kreuzlingen jediná vinice táhnoucí se od Bottighofenu k Tägerwilenu a od Hörnli na jezeře až k Alpám. Vlastníky vinic byla různá svobodná panství v oblasti, kláštery ze sousedního Německa a klášter augustiniánů kanovníků v Kreuzlingenu. V roce 1579 vlastnil jen klášter 16 torkelů (lisů na víno) včetně žlabů. V roce 1648 bylo v dnešní obci 41 vinných lisů. Na konci 19. století vedly neúroda, nemoci a postupující industrializace k rychlému úpadku vinic. Poslední vinná réva rostla v Emmishofenu v roce 1920 na zámku Girsberg. V Kreuzlingenu byly poslední vinice na Schelmenhalde zrušeny v roce 1938, ale nedávno byly opět založeny dvě nové vinice, jedna na jižním okraji Seeburgparku (0,5 ha) se čtyřmi odrůdami révy v ekologickém zemědělství a malé pole nad městem v Bernrainu poblíž hvězdárny (planetária).

### Průmysl
Největším zaměstnavatelem je obranná společnost General Dynamics European Land Systems - Mowag GmbH, dceřiná společnost americké General Dynamics Company. Dalším významným zaměstnavatelem v regionu je výrobce hliníkových fólií Amcor Flexibles Kreuzlingen AG, známý pod dřívějším názvem Alcan.
Nejznámější společností v oděvním průmyslu je Strellson AG (Holy Fashion Group). Graf Skates AG vyrábí sportovní zboží, zejména brusle, a Tour de Suisse Rad AG vyrábí jízdní kola, jejichž komponenty lze individuálně sestavit. Známý je také výrobce čokolády Chocolat Bernrain AG.

## Doprava

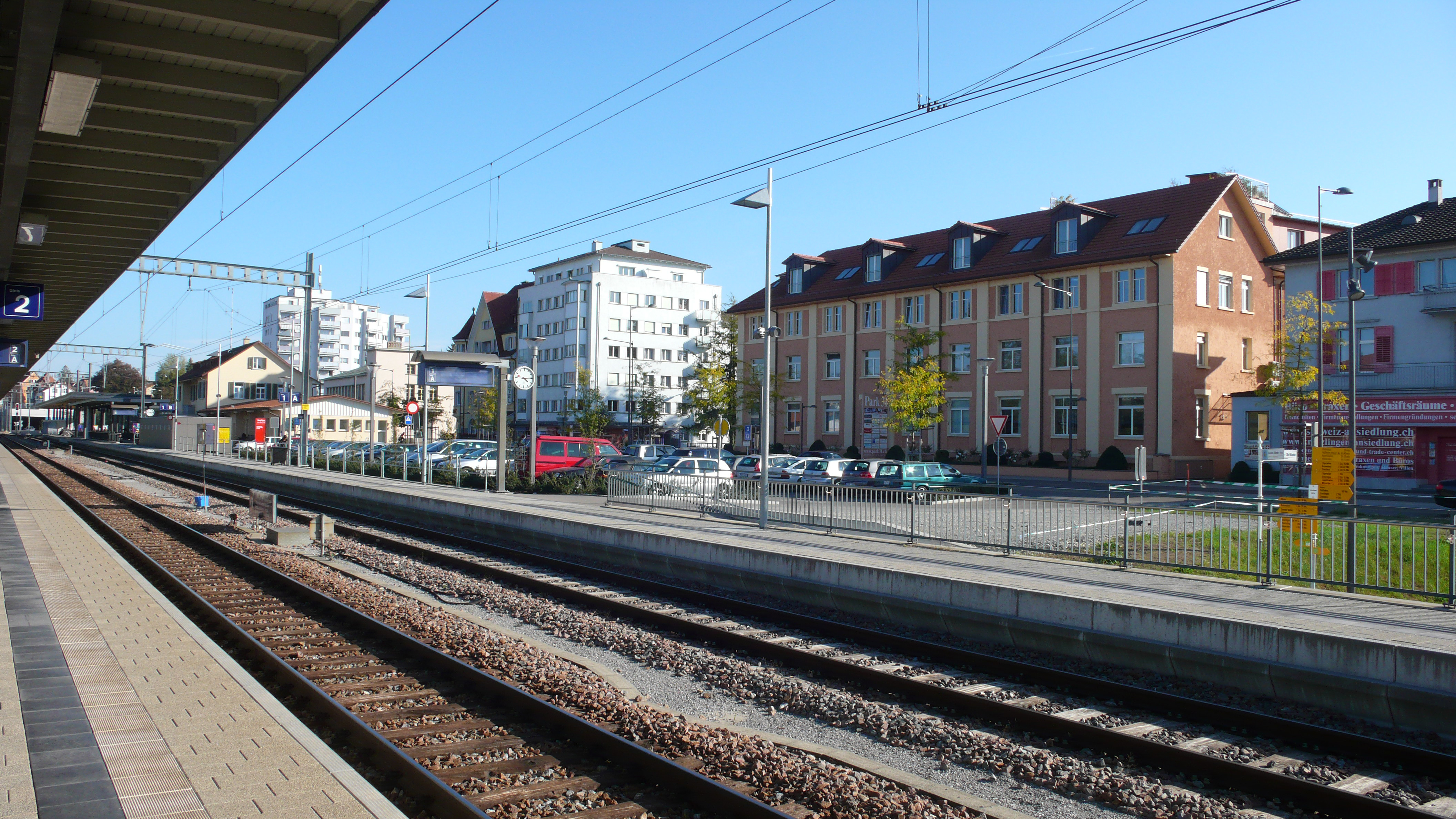
Železniční stanice Kreuzlingen

Nádraží Kreuzlingen je regionálním železničním uzlem. Zde se setkávají železniční tratě Seelinie (Rorschach–Schaffhausen) s tratěmi Kreuzlingen–Konstanz a Kreuzlingen–Weinfelden. Na území města se nacházejí další tři stanice a zastávky: Kreuzlingen Hafen, Kreuzlingen Bernrain a Kurzrickenbach Seepark.
S cílem odlehčit dvouměstské aglomeraci Kostnice-Kreuzlingen od motorizované individuální dopravy se uvažuje o výstavbě příměstské železnice Konstanz–Kreuzlingen. Největšího přínosu by dosáhla tramvajová nebo lehká železnice, ale vysoké náklady na infrastrukturu zpochybňují jejich proveditelnost.
V městské části Kreuzlingen se nacházejí dva dálniční sjezdy Kreuzlingen Süd a Kreuzlingen Nord, které jsou součástí švýcarské dálnice A7. Podstatnou součástí tohoto úseku je tunel Girsberg, který vede částečně pod obydlenou městskou částí. Dálnice A7, která se ve Winterthuru napojuje na dálnici A1, vede na sever směrem na Konstanz a přes velký společný celní objekt vede na německou spolkovou silnici 33. Úsek mezi státní hranicí a kruhovým objezdem na křižovatce Kreuzlingen Nord nevyžaduje dálniční známku v žádném směru. Do dalších měst se dostanete po několika hlavních silnicích. Hlavní silnice 16 vede do Weinfeldenu a Wilu, silnice 13 do Schaffhausenu a Rorschachu, silnice 1 do Frauenfeldu, Winterthuru a Curychu.

## Osobnosti
- Ferdinand von Zeppelin (1838–1917), německý šlechtic, vynálezce a konstruktér ztužených vzducholodí
- Ludwig Binswanger (1881–1966), psychiatr
- Emil Staiger (1908–1987), germanista
- Günter Netzer (* 1944), fotbalista
- Andreas Klöden (* 1975), silniční cyklista, vítěz Tour de France 2004 a 2006
- Tony Martin (* 1985), silniční cyklista

## Partnerská města
- Cisternino, Itálie
- Wolfach, Bádensko-Württembersko, Německo